# Lumina taborică

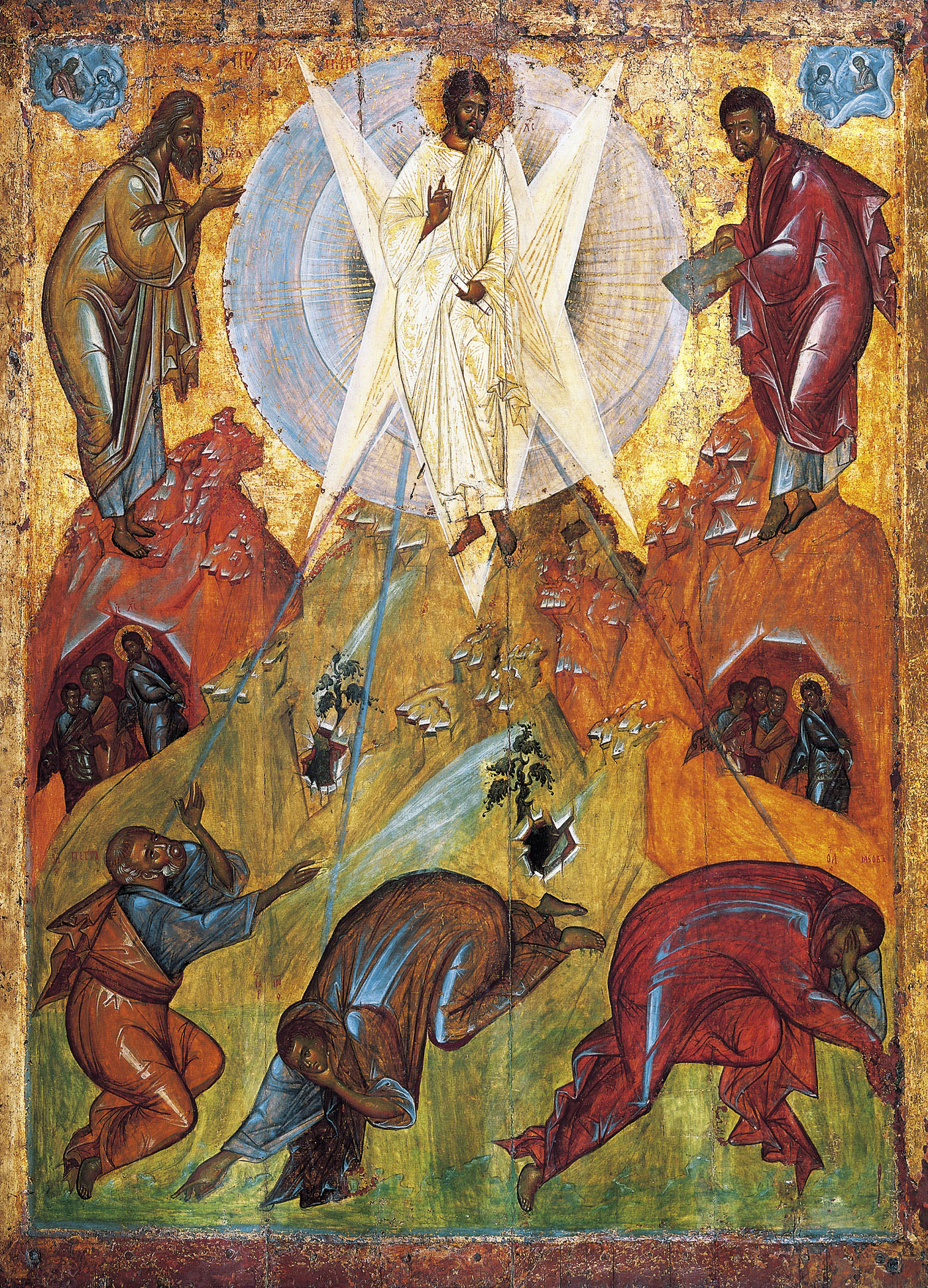
Icoana Schimbării la Față, Teofan Grecul, cca. 1408.

Lumina taborică este considerată în creștinism revelată de Mântuitorul nostru Hristos prin Schimbarea Sa la Față de pe muntele Tabor.
Între misticii care au descris lumina taborică s-a numărat ascetul bizantin Simeon Noul Teolog (sec. al XI-lea).
Grigore Palamas a scris în secolul al XIV-lea că la Schimbarea la Față de pe Muntele Tabor nu Hristos s-a schimbat, ci de pe ochii celor trei apostoli (Ioan, Petru și Iacob), au fost ridicate vălurile, astfel încât să-l poată vedea în slava sa.

## Lecturi tematice
- Despre Lumina taborică, rugăciunea lui Iisus și curăția inimii, editura Deisis, Sibiu, 2013